# Rosa balcarica
Rosa balcarica är en rosväxtart som beskrevs av Anatol I. Galushko. Rosa balcarica ingår i släktet rosor, och familjen rosväxter. Inga underarter finns listade i Catalogue of Life.